# Siphocampylus paramicola
Siphocampylus paramicola är en klockväxtart som beskrevs av Mcvaugh. Siphocampylus paramicola ingår i släktet Siphocampylus och familjen klockväxter.
Artens utbredningsområde är Colombia. Inga underarter finns listade i Catalogue of Life.